# Ådne Søndrål
Ådne Søndrål (* 10. Mai 1971 in Notodden) ist ein ehemaliger norwegischer Eisschnellläufer.
Er gehörte zu den besten 1500-Meter-Läufern in den 1990er Jahren. Er gewann bei den Olympischen Spielen 1992 die Silbermedaille und belegte bei den Spielen in seiner norwegischen Heimat den vierten Platz. 1998 in Nagano gewann er mit neuem Weltrekord die Goldmedaille. Bei den 1000 Metern galt er ebenso als Favorit, konnte aber wegen einer Erkrankung nicht am Rennen teilnehmen. Nach diesem Erfolg wurde Søndrål mit der Oscar Mathisen Memorial Trophy und dem Fearnleys olympiske ærespris geehrt.
2002 in Salt Lake City gewann er zum Abschluss seiner Laufbahn noch einmal die Bronzemedaille über 1500 Meter.
Søndrål ist Athletenbotschafter der Entwicklungshilfeorganisation Right to Play.